# Drakar

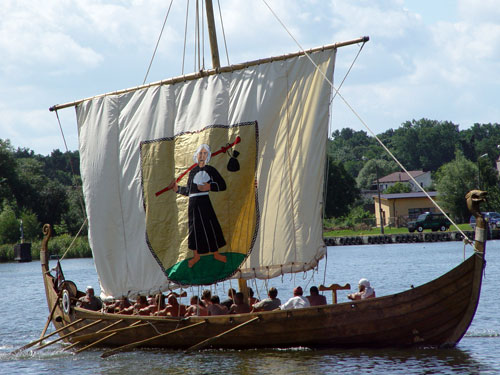
Versió moderna d'un drakar, o vaixell viking.

Un drakar o långskip és una embarcació que data del període comprès entre els anys 700 i 1000. Va ser utilitzada pels escandinaus, saxons i vikings en les seves incursions tant costaneres com de l'interior. Van ser el mes gran exponent del poder militar dels escandinaus, que els consideraven com la seva més valuosa possessió. A les Illes Lofoten (Noruega), alguns vaixells de pesca encara segueixen fabricant-se seguint les mateixes tècniques.
Cal diferenciar-lo del knarr, vaixell que els vikings empraven per al transport de mercaderies i que tenia més calat i era més ample per acomodar la càrrega.

## Origen del nom

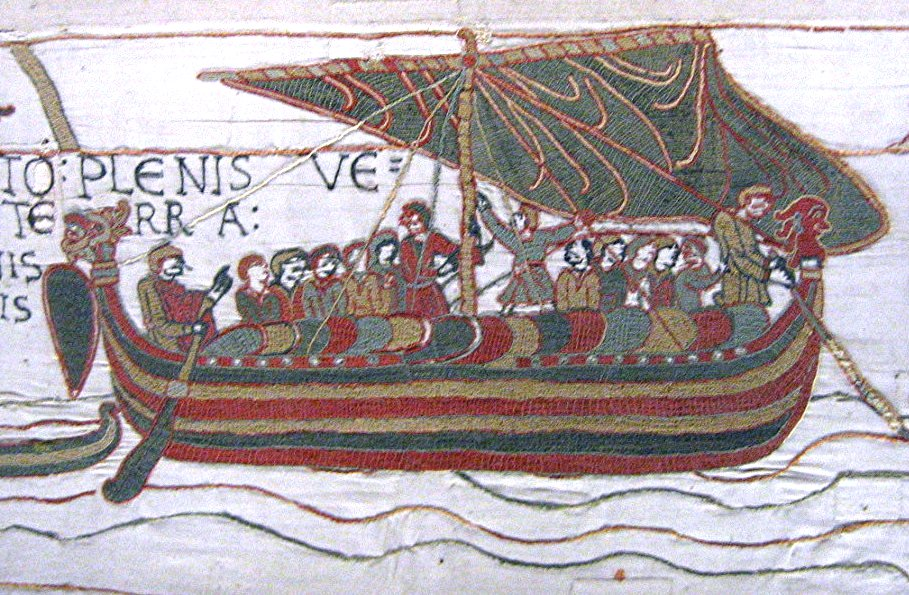
Drakar en un tapís de Bayeux

La paraula drakar, o drakkar, és una transformació d'un antic terme islandès usat per designar els dracs. L'embarcació coneguda com a drakar és anomenada així a causa que, sovint, el mascaró de proa de les embarcacions vikingues consistia en la representació del cap d'una d'aquestes bèsties fabuloses. L'autèntic nom pels drakars seria en realitat knörr o snekkar.
"Drac" en singular era drek; en plural, drekkar, de manera que drakar és una deformació del mot que significava dracs, i va passar a significar mascarons, o bé vaixells.

## Descripció
Els drakars eren embarcacions llargues, estretes, lleugeres i amb poc calat, amb rems en gairebé tota la longitud del buc. Versions posteriors incloïen un únic arbre (o pal) amb una vela rectangular; ambdós elements facilitaven el treball dels remers, especialment durant les llargues travessies. En combat, la variabilitat del vent i la rudimentària vela convertien als remers en el principal mitjà de propulsió de la nau.
Gairebé tots els drakars eren construïts sense utilitzar quadernes, superposant planxes de fusta; per tapar les juntes d'unió entre les planxes es feia servir molsa impregnada amb pega negra. El reduït pes del drakkar i el seu poc calat feien possible que navegués per aigües de només un metre de profunditat, la qual cosa possibilitava un ràpid desembarcament i fins i tot el transportar l'embarcació per terra.

## Construcció

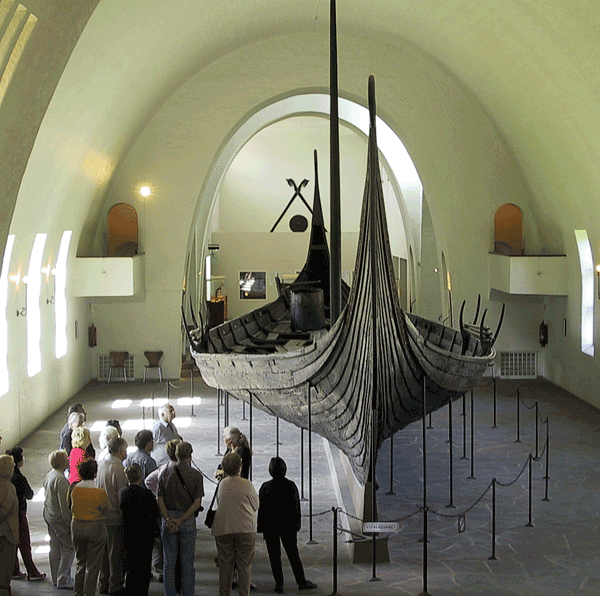
Vaixell funerari d'Oseberg, a Noruega

Les millors pistes sobre les tècniques de construcció dels drakkars provenen dels vaixells fúnebres. En la societat vikinga era comú que els reis fossin incinerats juntament amb el seu drakkar i les seves més valuoses possessions. El vaixell funerari d'Oseberg a Noruega i el drakkar anglosaxó de Sutton Hoo a Anglaterra són bons exemples.
Els drakars eren extraordinàriament estrets en relació amb la seva longitud, sobretot si els comparem amb els estàndards actuals. El drakkar més gran descobert (en el port de Roskilde) té 35 m d'eslora, i l'oposat en el port d'Hedeby té la relació longitud/amplària més gran: 11,4 a 1. No obstant això, embarcacions més recents, optimitzades per a la navegació, tenien ràtios més baixes, sovint d'1 a 7 o fins i tot d'1 a 5.
En contrast, els vaixells escandinaus dedicats al comerç, anomenats knarrs, tenien més calat i eren més amples per acomodar la càrrega; per navegar depenien molt més de les veles. És possible establir una relació similar entre les galeres mediterrànies i els vaixells mercants, més arrodonits.
Més tard es van començar a utilitzar veles rectangulars fetes de llana i reforçades amb cuir. Els drakars eren molt ràpids i podien arribar a velocitats de 14 nusos. Eren naus amb una navegabilitat excel·lent, però, en ser essencialment embarcacions obertes, no eren gaire habitables. Tanmateix, això no va impedir als primers exploradors escandinaus descobrir i assentar-se a Islàndia, Groenlàndia i fins i tot arribar fins a Terranova (Vinland)

## Tipus de vaixells
Els drakars poden classificar-se en diversos tipus en funció de la grandària, dels detalls constructius i del seu prestigi/categoria.

### Snekke
L'snekke (snekkja) era el vaixell més petit que podia considerar-se un drakar. Un snekke típic podia tenir uns 17 m d'eslora, una mànega de 2,5 m i un calat de només 0,5 m. La tripulació es devia compondre d'uns 25 homes. Els snekkes van ser un dels vaixells més freqüents. Segons les cròniques antigues, el 1028 Canut el Gran va usar 1400 snekkes a Noruega, i Guillem el Conqueridor en va utilitzar al voltant de 600 per envair la Gran Bretanya el 1066.
Els snekkes noruecs, dissenyats per a l'ús en fiords profunds i per a les condicions atmosfèriques típiques de l'Atlàntic Nord, solien tenir més calat que els snekkes danesos, concebuts per a costes poc profundes i platges. Els snekkes eren tan lleugers que no necessitaven ports, ja que podien ser trets a terra i fins i tot ser transportats terra endins. L'snekke va continuar evolucionant després de la fi de l'època vikinga. Els últims snekkes noruecs eren més grans i pesats que els vaixells de l'època vikinga.

### Vaixells drac
Eren vaixells de prestigi, tan grans com els permetia la seva quilla. Les seves dimensions eren variades i no va ser un tipus de vaixell gaire freqüent. El museu Vikingeskibsmuseet té un vaixell drac de 30 m d'eslora, 3,9 m de mànega i 0,9 m de puntal. Devia portar entre 61 i 121 homes, segons si n'utilitzava un o dos per a cada rem.

## Drakars famosos
- L'Ormen hin Lange (la Gran Serp) era el drakar més famós del rei viking Olaf Tryggvason (Olaf I de Noruega), que morí a la batalla de Svolder.[2]
- El Mora va ser el vaixell que Guillem el Conqueridor va rebre com a regal de la seva esposa Matilde de Flandes. Va ser el vaixell almirall durant la conquesta d'Anglaterra.
- Vaixell de Tune, exhibit en el Museu de vaixells vikings de Bygdi, Oslo, és un vaixell viking de tipus karv trobat a la granja "Haugen" de Østfold (Noruega). Construït aproximadament el 900, està fet de planxes de roure i va ser trobat en un monticle funerari.